# The Standells
The Standells är en amerikansk musikgrupp som bildades i Los Angeles, Kalifornien 1962. De spelade garagerock. The Standells hade nästan aldrig en konstant uppsättning av musiker, särskilt basister kom och gick på löpande band. Den enda fasta medlemmen har varit keyboardisten Larry Tamblyn. År 1966 hade de en stor amerikansk singelhit med "Dirty Water".
Första inkarnationen bestod av Larry Tamblyn (sång, keybaords), Jody Rich (elbas), Tony Valentino (gitarr), och Benny King-Hernandez (trummor). Både Rich och King lämnade gruppen i ett tidigt stadium och Tamblyn tog över som gruppens ledare med Gary Leeds som ny trummis, och Gary Lane som ny gitarrist. Som de flesta andra garagerockgrupperna började bandet som ett coverband inspirerat av grupperna inom british invasion, särskilt Beatles. Under det tidiga 1960-talet spelade gruppen sina covers på Los Angeles klubbar.
De skivdebuterade på Linda Records 1964 med singeln "You'll Be Mine Someday". Efter det lämnade Leeds gruppen för att bilda The Walker Brothers och han ersattes av Dick Dodd, som tidigare spelat i instrumentalgruppen The Bel-Airs. De fick ett nytt kontrakt på Liberty Records, men ingen av de tre singlar de släppte för bolaget blev uppmärksammad. Kortvariga kontrakt på Vee Jay Records och MGM Records ledde heller ingen vart.
1965 fick gruppen kontrakt på det av Capitol Records ägda bolaget Tower Records. Den första singeln för bolaget, "Dirty Water" kom att nå elfte plats på Billboard Hot 100, och den nådde även samma placering på Kanadas RPM-lista. I låten sjunger man om staden Boston, men ingen av gruppens medlemmar hade varit där. Det var den dåvarande producenten Ed Cobb som skrev låten efter att han blivit rånad i staden. Dodd hade tillfälligt lämnat gruppen och kort ersatts av Dewey Martin, men kom tillbaka efter framgången. Lane lämnade dock gruppen senare samma år. De gjorde en uppföljare till "Dirty Water", "Sometimes Good Guys Don't Wear White" som nästan blev topp 40-noterad på Billboardlistan. Även "Why Pick on Me" blev en mindre framgång, och 1967 fick de en sista listnotering med "Can't Help But Love You". Vid den tidpunkten var John Fleck ny basist i gruppen. Men efter 1967 var gruppens tid i rampljuset förbi. De uppträdde sedan sporadiskt på 1980-talet, och sedan 2009 är The Standells återbildat av Tamblyn med John Fleck och sedan 2012 även Dick Dodd från 1960-talsversionen av bandet.
Rock and Roll Hall of Fame har listat "Dirty Water" som en av "500 låtar som skapade rock'n'roll". Låten finns även med på samlingsalbumet Nuggets: Original Artyfacts from the First Psychedelic Era, 1965–1968.
Trumslagaren och sångaren Dick Dodd avled 29 november 2013. Han avled i Orange County, Kalifornien till följd av cancer. Förutom The Standells spelade Dodd bland annat med The Bel-Airs och Eddie and the Showmen.

## Diskografi (urval)
Album

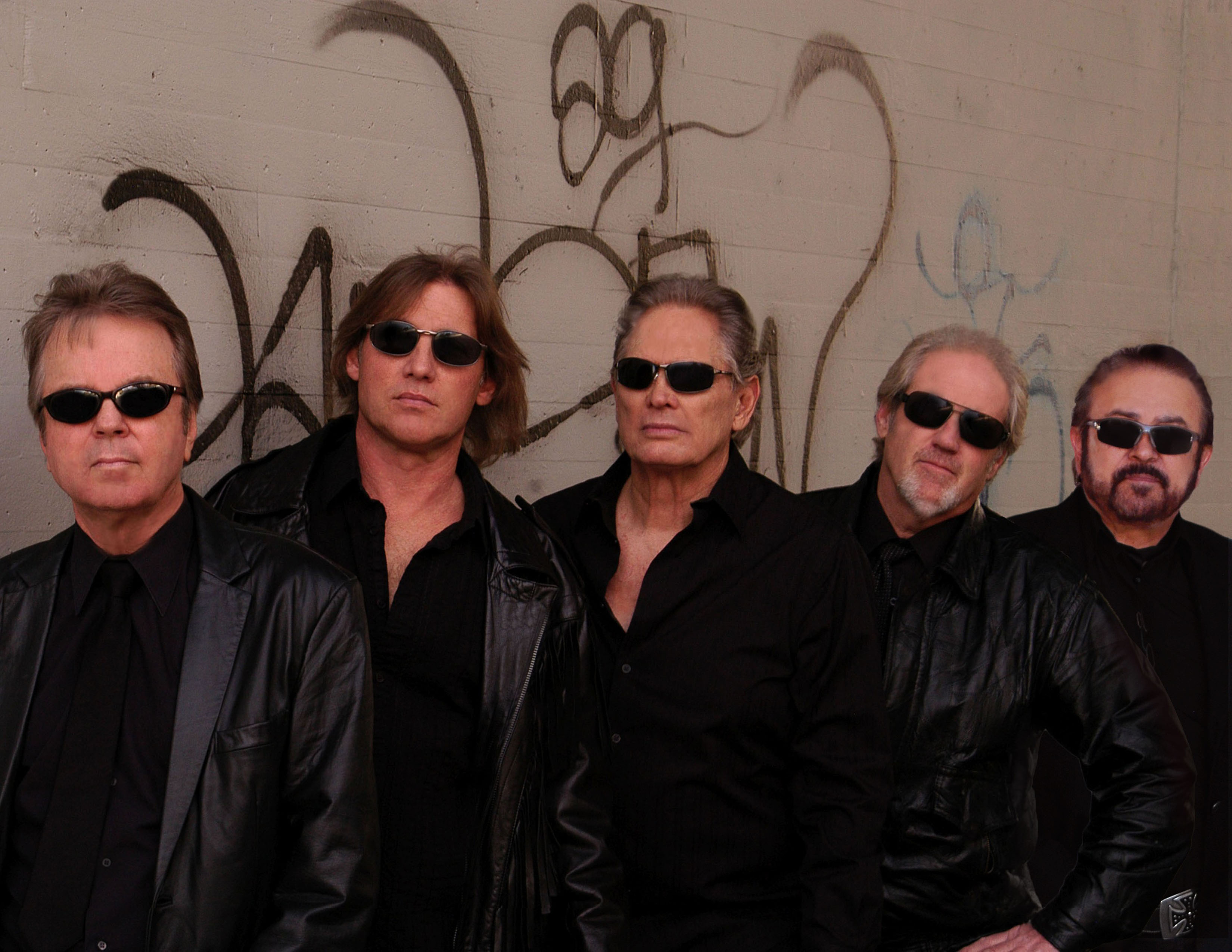
The Standells 2012 (från vänster: Larry Tamblyn, Mark Adrian, John (Fleck) Fleckenstein, Greg Burnham och Dick Dodd.

- The Standells In Person At P.J.'s. (1964)
- Dirty Water (1966)
- Why Pick On Me Sometimes Good Guys Don't Wear White (1966)
- The Hot Ones! (1967)
- Try It (1967)
- Riot on Sunset Strip (sound track from the movie of the same name) (1967)
- Rarities (1984)
- Ban This! (live 1999) (2000)
- The Live Ones (live 1967) (2001)

Singlar
- "Dirty Water" (1966)
- "Sometimes Good Guys Don't Wear White" (1966)
- "Why Pick On Me" (1966)
- "Can't Help But Love You" (1967)